# 대한민국의 지방법원
대한민국의 지방법원은 민사 및 형사 사건을 1심으로 재판한다. 1심의 재판은 원칙으로 단독 판사의 관할로 하고, 특히 중요하다고 법률이 정하고 있는 사건은 합의부의 관할로 한다. 또한 지방법원 본원의 합의부는 단독 판사의 판결에 대한 항소 사건과 단독 판사의 결정·명령에 대한 항고 사건을 2심으로서 재판하는데, 이러한 합의부를 합의항소부라고 한다.
전국의 지방법원 수는 18개이며, 지방법원은 지방법원장과 대법원 규칙으로 정한 수의 판사로 구성된다. 지방법원의 사무 일부를 처리하기 위하여 그 관할구역 내에 지원과 소년부지원, 시·군법원 및 등기소를 둘 수 있다.
또한 지방법원과 동급법원으로 가정법원 8개소(서울, 부산, 대구, 광주, 대전, 울산, 인천, 수원), 행정법원 1개소(서울), 각 사단(함대,비행단)급 이상 부대의 보통군사법원이 있다. 이러한 법원들은 일부 특수한 사건에 대하여만 업무를 처리한다.

## 현황

### 서울고등법원소속
- 서울중앙지방법원
- 서울동부지방법원
- 서울서부지방법원
- 서울남부지방법원
- 서울북부지방법원
- 춘천지방법원
  - 원주지원
  - 강릉지원
  - 속초지원
  - 영월지원
- 인천지방법원
  - 부천지원
- 의정부지방법원
  - 고양지원
  - 남양주지원

### 수원고등법원소속
- 수원지방법원
  - 성남지원
  - 여주지원
  - 평택지원
  - 안산지원
  - 안양지원
- 수원가정법원
  - 성남지원
  - 여주지원
  - 평택지원
  - 안산지원
  - 안양지원

### 부산고등법원소속
- 부산지방법원
  - 동부지원
  - 서부지원
- 창원지방법원
  - 마산지원
  - 거창지원
  - 진주지원
  - 밀양지원
  - 통영지원
- 울산지방법원

### 광주고등법원소속
- 광주지방법원
  - 목포지원
  - 장흥지원
  - 순천지원
  - 해남지원
- 광주가정법원
  - 목포지원
  - 장흥지원
  - 순천지원
  - 해남지원
- 전주지방법원
  - 군산지원
  - 정읍지원
  - 남원지원
- 제주지방법원

### 대전고등법원소속
- 대전지방법원
  - 공주지원
  - 논산지원
  - 서산지원
  - 천안지원
  - 홍성지원
- 대전가정법원
  - 공주지원
  - 논산지원
  - 서산지원
  - 천안지원
  - 홍성지원
- 청주지방법원
  - 충주지원
  - 제천지원
  - 영동지원

### 대구고등법원소속
- 대구지방법원
  - 서부지원
  - 안동지원
  - 포항지원
  - 경주지원
  - 김천지원
  - 영덕지원
  - 상주지원
  - 의성지원

## 같이 보기
- 대한민국 대법원
- 대한민국의 가정법원
- 대한민국의 고등법원
- 대한민국의 회생법원